# 1. deild islandzka w piłce nożnej (1981)
Sezon 1981 był 70. sezonem o mistrzostwo Islandii. Drużyna Valur nie obroniła tytułu mistrzowskiego, zdobył go natomiast zespół Víkingur Reykjavík, zdobywając dwadzieścia pięć punktów w osiemnastu meczach. Po sezonie spadły zespoły Þór Akureyri i FH.

## Drużyny
Po sezonie 1980 z ligi spadły zespoły Keflavík i Þróttur Reykjavík, z 2. deild awansowały natomiast drużyny KA Akureyri i Þór Akureyri.
| Uczestnicy poprzedniej edycji                                                                                 | Uczestnicy poprzedniej edycji | Uczestnicy poprzedniej edycji | Uczestnicy poprzedniej edycji |
| --- | ----------------------------- | ----------------------------- | ----------------------------- |
| VAL | Valur                         | 1                             |                               |
| FRA | Fram                          | 2                             |                               |
| ÍA | Akraness                      | 3                             |                               |
| VÍR | Víkingur Reykjavík            | 4                             |                               |
| BRE | Breiðablik                    | 5                             |                               |
| ÍBV | ÍB Vestmannaeyja              | 6                             |                               |
| KRE | KR                            | 7                             |                               |
| FH | FH                            | 8                             |                               |
| Awans z 2. deild                                                                                              |                               |                               |                               |
| KA | KA Akureyri                   | 1                             |                               |
| ÞÓR | Þór Akureyri                  | 2                             |                               |
| Oznaczenia: - kolumna pierwsza – skróty nazw drużyn, - kolumna trzecia – miejsce zajęte w poprzednim sezonie. |                               |                               |                               |

## Tabela
| Lp. | Drużyna                | M  | Z  | R | P  | Bramki | Bramki | Różn. | Pkt | Uwagi                                    |
| --- | ---------------------- | -- | -- | - | -- | ------ | ------ | ----- | --- | ---------------------------------------- |
| 1   | Víkingur Reykjavík (M) | 18 | 11 | 3 | 4  | 30     | 23     | +7    | 25  | Puchar Europy • I runda                  |
| 2   | Fram                   | 18 | 7  | 9 | 2  | 24     | 17     | +7    | 23  | Puchar UEFA • 1/32 finału                |
| 3   | Akraness               | 18 | 8  | 6 | 4  | 29     | 17     | +12   | 22  |                                          |
| 4   | Breiðablik             | 18 | 7  | 8 | 3  | 27     | 20     | +7    | 22  |                                          |
| 5   | Valur                  | 18 | 8  | 4 | 6  | 30     | 24     | +6    | 20  |                                          |
| 6   | ÍB Vestmannaeyja       | 18 | 8  | 3 | 7  | 29     | 21     | +8    | 19  | Puchar Zdobywców Pucharów • 1/16 finału1 |
| 7   | KA Akureyri            | 18 | 7  | 4 | 7  | 22     | 18     | +4    | 18  |                                          |
| 8   | KR                     | 18 | 3  | 6 | 9  | 13     | 25     | −12   | 12  |                                          |
| 9   | Þór Akureyri (S)       | 18 | 3  | 6 | 9  | 18     | 35     | −17   | 12  | Spadek do 2. deild                       |
| 10  | FH (S)                 | 18 | 2  | 3 | 13 | 20     | 42     | −22   | 7   | Spadek do 2. deild                       |

## Wyniki
| Gospodarz \ Gość   | ÍA  | BRE | FRA | FH  | KA  | KRE | VAL | ÍBV | VÍR | ÞÓR |
| Akraness           |     | 3:3 | 0:0 | 3:1 | 0:1 | 0:0 | 0:4 | 3:0 | 0:1 | 3:1 |
| Breiðablik         | 0:0 |     | 1:1 | 0:0 | 3:0 | 1:2 | 5:1 | 1:0 | 1:0 | 3:3 |
| Fram               | 1:1 | 3:1 |     | 3:1 | 2:0 | 2:0 | 1:1 | 1:1 | 0:0 | 0:1 |
| FH                 | 0:4 | 1:2 | 5:1 |     | 2:3 | 1:1 | 2:3 | 2:2 | 0:2 | 0:3 |
| KA Akureyri        | 0:1 | 3:0 | 0:1 | 5:1 |     | 1:1 | 3:0 | 1:0 | 1:2 | 1:1 |
| KR                 | 2:1 | 1:3 | 0:0 | 2:0 | 0:1 |     | 0:2 | 1:3 | 1:2 | 0:0 |
| Valur              | 0:2 | 0:0 | 0:0 | 2:1 | 0:0 | 3:0 |     | 0:2 | 4:2 | 6:1 |
| ÍB Vestmannaeyja   | 1:2 | 1:2 | 3:3 | 4:1 | 1:0 | 1:1 | 1:0 |     | 1:2 | 4:1 |
| Víkingur Reykjavík | 2:6 | 0:0 | 1:3 | 2:1 | 2:1 | 2:0 | 3:2 | 1:0 |     | 3:0 |
| Þór Akureyri       | 0:0 | 1:1 | 1:2 | 0:1 | 1:1 | 2:1 | 1:2 | 1:4 | 0:3 |     |

Źródło:  (ang.)
Objaśnienia:
1Drużyna gospodarzy jest wymieniona po lewej stronie tabeli.
Kolory: zielony – zwycięstwo gospodarzy, żółty – remis, różowy – zwycięstwo gości.

## Najlepsi strzelcy
| Bramki | Strzelcy              | Drużyna            |
| ------ | --------------------- | ------------------ |
| 12     | Sigurlás Þorleifsson  | ÍB Vestmannaeyja   |
| 12     | Lárus Guðmundsson     | Víkingur Reykjavík |
| 9      | Þorsteinn Sigurðsson  | Valur              |
| 7      | Pálmi Jónsson         | FH                 |
| 7      | Gunnar Jónsson        | Akraness           |
| 7      | Sigurjón Kristjánsson | Breiðablik         |